# Faronta harveyi
Faronta harveyi är en fjärilsart som beskrevs av Augustus Radcliffe Grote 1873. Faronta harveyi ingår i släktet Faronta och familjen nattflyn. Inga underarter finns listade i Catalogue of Life.